# KV27
Situé dans la vallée des Rois, dans la nécropole thébaine sur la rive ouest du Nil face à Louxor en Égypte, KV 27 est un tombeau non décoré d'un inconnu. Le tombeau a été partiellement fouillé par Donald P. Ryan de l'université Pacific Lutheran. Le tombeau a souffert de dommages causés par des inondations et des murs en ciment ont été récemment construits autour de l'entrée pour détourner les eaux de ruissellement.
Un accès s'ouvre directement dans une chambre rectangulaire avec un couloir perpendiculaire.Trois autres chambres donnent sur cette première chambre, l'une au sud et deux à l'ouest.
L'absence de textes ou de décoration, ainsi que d'objets de datation certaine, rend difficile la datation du tombeau ; seules des céramiques proches permettent de la situer aux alentours des règnes de Thoutmôsis IV ou Amenhotep III.